# Marcela Kilarská
Marcela Kilarská, rozená Kubatková (* 13. ledna 1971 Třinec) je bývalá československá a česká reprezentantka v orientačním běhu. Je trojnásobnou držitelkou bronzové medaile z mistrovství světa ve štafetovém závodě a stříbrnou medailistkou z mistrovství světa juniorů.

## Sportovní kariéra

### Umístění na MS
| Mistrovství světa v orientačním běhu | Mistrovství světa v orientačním běhu | Mistrovství světa v orientačním běhu | Mistrovství světa v orientačním běhu |
| Rok                                  | Krátká                               | Klasika                              | Štafety                              |
| ------------------------------------ | ------------------------------------ | ------------------------------------ | ------------------------------------ |
| Mariánské Lázně 1991                 | 6. místo                             | 9. místo                             | 3. místo                             |
| West Point 1993                      | 24. místo                            | 13. místo                            | 3. místo                             |
| Detmold 1995                         | 6. místo                             | 9. místo                             | 3. místo                             |
| Grimstad 1997                        | 22. místo                            | 34. místo                            | 10. místo                            |

| Akademické mistrovství světa v orientačním běhu | Akademické mistrovství světa v orientačním běhu | Akademické mistrovství světa v orientačním běhu |
| Rok                                             | Klasika                                         | Štafety                                         |
| ----------------------------------------------- | ----------------------------------------------- | ----------------------------------------------- |
| Litva - Plavinas 1990                           | 23. místo                                       |                                                 |
| Aberdeen 1992                                   | 1. místo                                        | 1. místo                                        |

| Mistrovství světa juniorů v orientačním běhu | Mistrovství světa juniorů v orientačním běhu | Mistrovství světa juniorů v orientačním běhu |
| Rok                                          | Klasika                                      | Štafety                                      |
| -------------------------------------------- | -------------------------------------------- | -------------------------------------------- |
| Älvsbyn 1990                                 | 41. místo                                    | 7. místo                                     |
| Berlín 1991                                  | 5. místo                                     | 2. místo                                     |

| Mistrovství světa v lyžařském orientačním běhu | Mistrovství světa v lyžařském orientačním běhu | Mistrovství světa v lyžařském orientačním běhu |
| Rok                                            | Klasika                                        | Štafety                                        |
| ---------------------------------------------- | ---------------------------------------------- | ---------------------------------------------- |
| Pontarlier 1992                                | 13. místo                                      | 22. místo                                      |

### Umístění na MČSR
| Umístění na Mistrovství Československa v orientačním běhu | Umístění na Mistrovství Československa v orientačním běhu | Umístění na Mistrovství Československa v orientačním běhu | Umístění na Mistrovství Československa v orientačním běhu | Umístění na Mistrovství Československa v orientačním běhu | Umístění na Mistrovství Československa v orientačním běhu | Umístění na Mistrovství Československa v orientačním běhu | Umístění na Mistrovství Československa v orientačním běhu |
| Ročník                                                    | Kategorie                                                 | Klasická trať                                             | Krátká trať                                               | Dlouhá trať                                               | Noční                                                     | Členství v klubu                                          |                                                           |
| --------------------------------------------------------- | --------------------------------------------------------- | --------------------------------------------------------- | --------------------------------------------------------- | --------------------------------------------------------- | --------------------------------------------------------- | --------------------------------------------------------- | --------------------------------------------------------- |
| MČSR 1986                                                 | D15 – mladší dorostenky                                   | 1. místo                                                  |                                                           |                                                           |                                                           | TJ TŽ Třinec                                              |                                                           |
| MČSR 1987                                                 | D15 – mladší dorostenky                                   | 1. místo                                                  |                                                           |                                                           |                                                           | TJ TŽ Třinec                                              |                                                           |
| MČSR 1988                                                 | D17 – starší dorostenky                                   | 1. místo                                                  |                                                           | 2. místo                                                  |                                                           | TJ TŽ Třinec                                              |                                                           |
| MČSR 1989                                                 | D19 – juniorky                                            | 2. místo                                                  |                                                           | 2. místo                                                  |                                                           | TJ TŽ Třinec                                              |                                                           |
| MČSR 1990                                                 | D19 – juniorky                                            | 1. místo                                                  |                                                           | 2. místo                                                  |                                                           | Slezská univerzita Ostrava                                |                                                           |
| MČSR 1991                                                 | D19 (21) – ženy                                           | 1. místo                                                  | 4. místo                                                  | 7. místo                                                  |                                                           | Slezská univerzita Ostrava                                |                                                           |
| MČSR 1992                                                 | D19 (21) – ženy                                           | 2. místo                                                  | 1. místo                                                  |                                                           |                                                           | Slezská univerzita Ostrava                                |                                                           |

### Umístění na MČR
| Umístění na Mistrovství České republiky v orientačním běhu | Umístění na Mistrovství České republiky v orientačním běhu | Umístění na Mistrovství České republiky v orientačním běhu | Umístění na Mistrovství České republiky v orientačním běhu | Umístění na Mistrovství České republiky v orientačním běhu | Umístění na Mistrovství České republiky v orientačním běhu | Umístění na Mistrovství České republiky v orientačním běhu | Umístění na Mistrovství České republiky v orientačním běhu |
| Ročník                                                     | Kategorie                                                  | Klasická trať                                              | Krátká trať                                                | Dlouhá trať                                                | Noční                                                      | Členství v klubu                                           |                                                            |
| ---------------------------------------------------------- | ---------------------------------------------------------- | ---------------------------------------------------------- | ---------------------------------------------------------- | ---------------------------------------------------------- | ---------------------------------------------------------- | ---------------------------------------------------------- | ---------------------------------------------------------- |
| MČR 1993                                                   | D21 – ženy                                                 | 2. místo                                                   | 1. místo                                                   | 2. místo                                                   |                                                            | Slezská univerzita Ostrava                                 |                                                            |
| MČR 1994                                                   | D21 – ženy                                                 |                                                            |                                                            | 2. místo                                                   |                                                            | Slezská univerzita Ostrava                                 |                                                            |
| MČR 1995                                                   | D21 – ženy                                                 | 2. místo                                                   | 1. místo                                                   | 1. místo                                                   | 3. místo                                                   | Slezská univerzita Ostrava                                 |                                                            |
| MČR 1996                                                   | D21 – ženy                                                 | 4. místo                                                   | 6. místo                                                   | 9. místo                                                   |                                                            | VSK VŠB TU Ostrava                                         |                                                            |
| MČR 1997                                                   | D21 – ženy                                                 | disk                                                       |                                                            |                                                            |                                                            | OK 99 Hradec Králové                                       |                                                            |
| MČR 1998                                                   | D21 – ženy                                                 | 30. místo                                                  |                                                            |                                                            |                                                            | OK 99 Hradec Králové                                       |                                                            |
| MČR 2013                                                   | D21 – ženy                                                 |                                                            | 48. místo                                                  |                                                            |                                                            | USK Praha                                                  |                                                            |